# 拉戈阿-迪登特鲁
拉戈阿-迪登特鲁是巴西帕拉伊巴州的一个市镇。总面积84.505平方公里，总人口6912人，人口密度81.8人/平方公里。